# Митровска скупштина у Београду
Митровска скупштина у Београду је одржана 26. октобра 1842.

## Митровска скупштина у Београду
Порта је потврдила закључак народне скупштине држане 2. септембра 1842. на Врачару, која је за Кнеза Србије изабрала Александра Карађорђевића, a султански берат о томе донео је у Србију нарочити Портин изасланик. Био је обичај да се таква акта објављују пред народном скупштином, па је ради тога сазвана скупштина за Митровдан, 26. октобра 1842, y Београд.
Скупштина је одржана на једној пољани на Калемегдану. Присуствовали су јој изабрани Кнез Александар, чланови Савета, митрополит са свештенством, београдски паша, неколико турских виших чиновника, окружни начелници, председници судова, кметови и народ. Српска и турска војска чиниле су почасни шпалир. Берат је најпре прочитан на турском, a затим на српском језику. Иза тога је одржана војна парада, па је та свечаност завршена а скупштина се разишла.